# Syndicat sud-africain des mineurs
Le syndicat sud-africain des mineurs (South African Mine Workers' Union - MWU) est une organisation syndicale de mineurs blancs sud-africains fondée en 1902 au Transvaal dans le Witwatersrand. En 2002, le syndicat, qui ne représentait plus seulement des mineurs ni seulement des blancs, a refondu ses statuts et est devenu le syndicat Solidariteit.
Le MWU joua un rôle prédominant dans les grandes grèves industrielles, pendant les deux premières décennies d'existence de 
l'Union sud-africaine, en particulier lors de la sanglante révolte du Rand de 1922 visant notamment à maintenir et renforcer le colour bar dans les mines d'or du Witwatersrand. Il fut ensuite, pour le secteur des mines, un interlocuteur syndical écouté des différents gouvernements sud-africains jusqu'à la fin des années 70.

## Historique

### Origines
Les origines du syndicat des mineurs (MWU) remontent à l'ancien Transvaal Miners ’Association (TMA) fondé en 1902, et renommé Syndicat sud-africain des mineurs (MWU) en 1913.

### Développement
Ce mouvement syndical, blanc, participe aux nombreux conflits industriels des premières décennies du XXe siècle, notamment aux grèves sanglantes de 1907, 1913 et 1922 (révolte du Rand). Le Syndicat connait par ailleurs une afrikanerisation de ses membres, notamment après le déclenchement de la Première Guerre mondiale car de nombreux mineurs d'origine britannique sont appelés sous les drapeaux. 
Ses revendications concernent alors les mauvaises conditions de sécurité et de santé dans les mines, la hausse du salaire minimum, l'indemnisation des victimes de silicose, la journée de travail de huit heures, le paiement des heures supplémentaires mais également le colour bar et la protection et le renforcement des emplois qualifiés pour les blancs alors que les mines recrutent alors de plus en plus une main d’œuvre noire à bon marché sur les emplois non qualifiés.
Après la révolte du Rand de 1922, l'arrivée du parti national et du parti travailliste au pouvoir en 1924 pacifie les relations avec le monde des mineurs blancs du Witwatersrand et avec le MWU. Ainsi, la loi de 1926 sur les mines et les travaux publics (Mines and Works Amendment Act), votée sous le pression du MWU, protège les travailleurs blancs et coloureds semi-qualifiés en leur réservant l'octroi de certificats de compétence dans les métiers spécialisés (alors qu'ils sont refusés aux populatoires noires et indo-asiatiques). Dans le contexte de la montée du nationalisme afrikaner qu'il accompagne, le MWU cesse d'être une menace insurrectionnelle et à la grève préfère la convention collective tandis qu'avec le gouvernement, les relations de normalisent et se bureaucratisent.

### Un acteur du nationalisme afrikaner
Le nationalisme afrikaner atteint son apogée durant les années 1930 et 1940, période au cours de laquelle le MWU est entrainé dans les luttes politiques entre forces politiques rivales, notamment entre le parti national purifié de Daniel François Malan et le parti uni du premier ministre James Barry Hertzog puis de Jan Smuts. Les circonscriptions minières densément peuplées du Witwatersrand sont ainsi nettement disputées.
Si 90% des 12 000 membres de la MWU sont alors des Afrikaners, ils sont cependant peu représentés au niveau de la direction exécutive du syndicat. Dans leurs efforts pour tenter d'obtenir le contrôle du syndicat des mineurs, le Dr Albert Hertzog tente de monter une organisation concurrente,la Afrikaner Bond van Mynwerkers (ABM) afin de contrer le contrôle du parti uni et du parti travailliste sur le MWU. Cependant, ces efforts sont contrariés par le refus de la Chambre des Mines de reconnaître l’ABM.
Les nationalistes afrikaners entreprennent une stratégie visant à l'afrikanerisation de la direction exécutive du syndicat qui est accusée de fraude, mauvaise gestion et de corruption. Progressivement, le syndicat sort de l'orbite du parti uni et du parti travailliste pour rejoindre le parti national réunifié. 
Lors des élections générales sud-africaines de 1948, six circonscriptions minières du Rand basculent dans l'escarcelle du parti national réunifié et de son allié du parti Afrikaner permettant leur victoire au niveau national. En novembre 1948, l'ancien maire (parti national) de la ville minière de Nigel, Daan Ellis devient le nouveau secrétaire général du MWU.

### Un syndicat proche du gouvernement sud-africain (1948-1979)
De 1948 à 1978, le bureau exécutif du MWU est ostensiblement favorable au parti national avec lequel il vit une relation symbiotique et harmonieuse. Le secrétaire général a un accès direct aux bureaux du premier ministre et du ministre des mines. En outre, un responsable du MWU, chargé du bien être, Faas de Wet, est nommé sénateur en 1955. Jusqu'à la fin des années 70, le MWU et les autres syndicats blancs n'ont pas à exercer la moindre pression politique pour promouvoir leurs intérêts car ils disposent des canaux nécessaires au parti national pour faire remonter en amont, au gouvernement, leurs doléances et leurs avis.
Cependant, cette relation cesse progressivement d'être harmonieuse quand le gouvernement décide de modifier sa politique économique et de s'adapter à un contexte national où l'apartheid est de plus en contesté par les populations noires mais également par les acteurs politiques et économiques nationaux et internationaux. Les initiatives de réforme du travail qui sont alors prises en faveur des populations noires et de  leur représentativité syndicale bousculent une grande partie du mouvement ouvrier blanc, dont le MWU était alors un élément central.

### Un syndicat en opposition au démantèlement de l'apartheid
A l’origine, le gouvernement de John Vorster considérait que toute évolution concernant la situation des travailleurs noirs, notamment en termes d'emplois qualifiés, ne pouvaient se faire sans le consentement des syndicats blancs. Au vu de l'évolution des priorités économiques et du besoin de main d’œuvre qualifié, du massif mouvement de grève des travailleurs noirs, débuté en 1973 à Durban, contre les bas salaires et la montée de la pauvreté, l'État commença à supprimer certaines restrictions au travail et à la formation, réduisant le périmètre des emplois réservés. En 1979, lorsque le gouvernement de Pieter Botha valide et met en œuvre les recommandations de la Commission Wiehahn sur le droit du travail, consistant notamment à abolir les emplois réservés dans les mines et à autoriser la formation officielle de syndicats noirs africains, le MWU est pris au dépourvu, n'étant absolument pas préparé aux réformes socio-économiques du gouvernement ni à la perte des privilèges des employés blancs du secteur minier. Pour Arrie Paulus, le secrétaire général du syndicat, les conclusions du rapport de la Commission Wiehahn constituent « le plus grand acte de trahison contre les travailleurs blancs d'Afrique du Sud  depuis 1922 ». Cette réforme, qui intervient alors même que le poids des travailleurs blancs du secteur minier avait considérablement diminué en quatre décennies, marque la rupture des liens entre le MWU et le parti national. En mars 1979, à l'appel de la MWU, une grève, qui avait éclaté à la mine de cuivre de O'Okiep pour s'opposer à la nomination de trois employés de couleur dans des emplois réservés aux blancs, s'étend rapidement à 70 mines, impliquant 9 000 mineurs blancs. Ultime tentative pour contrecarrer la réforme du travail et maintenir la législation de l'apartheid dans le secteur minier, elle se solde par un échec quand la chambre des mines menace de licencier tous les mineurs impliqués dans la grève.
Dans les années 80, en opposition au gouvernement, le syndicat s'aligne sur les positions des défenseurs d'un apartheid stricte dans les relations sociales (le Herstigte Nasionale Party d'Albert Hertzog d'abord puis le parti conservateur d'Andries Treurnicht). Cor de Jager, président du MWU, tente notamment de remporter lors des élections générales sud-africaines de 1981 un siège à Carletonville mais est battu par le candidat du gouvernement. Néanmoins, aux élections suivantes de 1987, la circonscription à dominante ouvrière est remportée de justesse par Arrie Paulus au nom du parti conservateur, qui quitte alors ses fonctions de secrétaire général au MWU. Le MWU tente aussi de constituer, sans y parvenir, un front commun syndical des travailleurs blancs. La position intransigeante du MWU créé ainsi des dissensions dans les rangs de la Confédération sud-africaine des associations du travail (SACLA), dont le MWU est membre. Rapidement, la SACLA est fortement affectée et perd de son influence avec la désaffiliation de plusieurs de ses membres modérés, tel que le syndicat des métallurgistes. Pour tenter de maintenir son influence, le MWU s'ouvre à de nouvelles catégories d'emplois de l'industrie minière du Witwatersrand. Cependant, en 1987, la loi rectificative sur les mines et les travaux publics finit de mettre en œuvre les recommandations de la Commission Wiehahn, effaçant définitivement les résidus de la loi sur les emplois réservés (aux blancs) dans l'industrie minière.  
Au début des années 90, et après l'arrivée au pouvoir de Frederik de Klerk, le MWU prend conscience des changements politiques irréversibles à venir et de l'arrivée à court terme d'un gouvernement à majoriré noire en Afrique du Sud. Il décide d'adopter une nouvelle stratégie visant à établir une organisation syndicale forte pour répondre aux besoins politiques, économiques et culturels de la classe ouvrière afrikaner dans une Afrique du Sud post apartheid. Il étend son champ d'action au delà du secteur minier vers les salariés des industries de l'acier, de la chimie, de la distribution et d'autres diverses industries et se lance dans une campagne promotionnelle qui lui permet d'augmenter le nombre de ses adhérents, de « 44000 » en 1992 à « 52000 » en 1994 et ce, au détriment des autres syndicats devenus multiraciaux. Parallèlement, après la victoire du oui au référendum sur la fin de l'apartheid en 1992, le syndicat se rapproche des organisations conservatrices et pro-apartheid qui ont décidé de mener une stratégie globale de résistance non violente et d'obstruction aux réformes institutionnelles du gouvernement. L'objectif qui était à l'origine de faire tomber par des moyens légaux le gouvernement évolue rapidement vers la demande de reconnaissance du droit à l'autodétermination des Afrikaners et la prise en compte des intérêts des travailleurs blancs. Dans ce contexte, le MWU est membre fondateur de l'Afrikaner Volksfront en 1993 dont le but est l'établissement d'un volkstaat en Afrique du Sud. Le MWU se concentre alors sur des sujets tels que la protection de la langue afrikaans sur le lieu de travail, dans les écoles et le sport tout en critiquant la déségrégation des quartiers et  des équipements publics ainsi que la mise en œuvre de la discrimination positive sur le lieu de travail.

### Une image à reconstruire (1994-1997)
Malgré ses 60000 membres au compteur en 1995, le MWU sort lessivé de ses dernières années de confrontation avec le gouvernement et de la mise en place, en 1994,  du gouvernement d'union nationale de Nelson Mandela, le premier président noir du pays, d'autant qu'il a perdu tous les combats dans lesquels il s'est engagé. 
Le MWU renvoie alors une image extrêmement négative et stéréotypée, notamment dans les cercles ouvriers plus progressistes mais aussi pour Die Burger, le journal de l'establishment afrikaner : le syndicat doit ainsi s'affranchir d'une image d'organisation réactionnaire, anachronique, brutale, intimement liée à l'apartheid.
De 1994 à 1997, le MWU stagne et se marginalise. Ses adhérents sont alors principalement des cols bleus de l'industrie minière mais nombre d'entre eux sont alors victimes de licenciement. 
Le syndicat doit s'adapter à la nouvelle configuration institutionnelle post-apartheid et entreprend avec une nouvelle direction à redéfinir ses objectifs, ses stratégies et ses structures.

### La période de transformation (1997-2002)

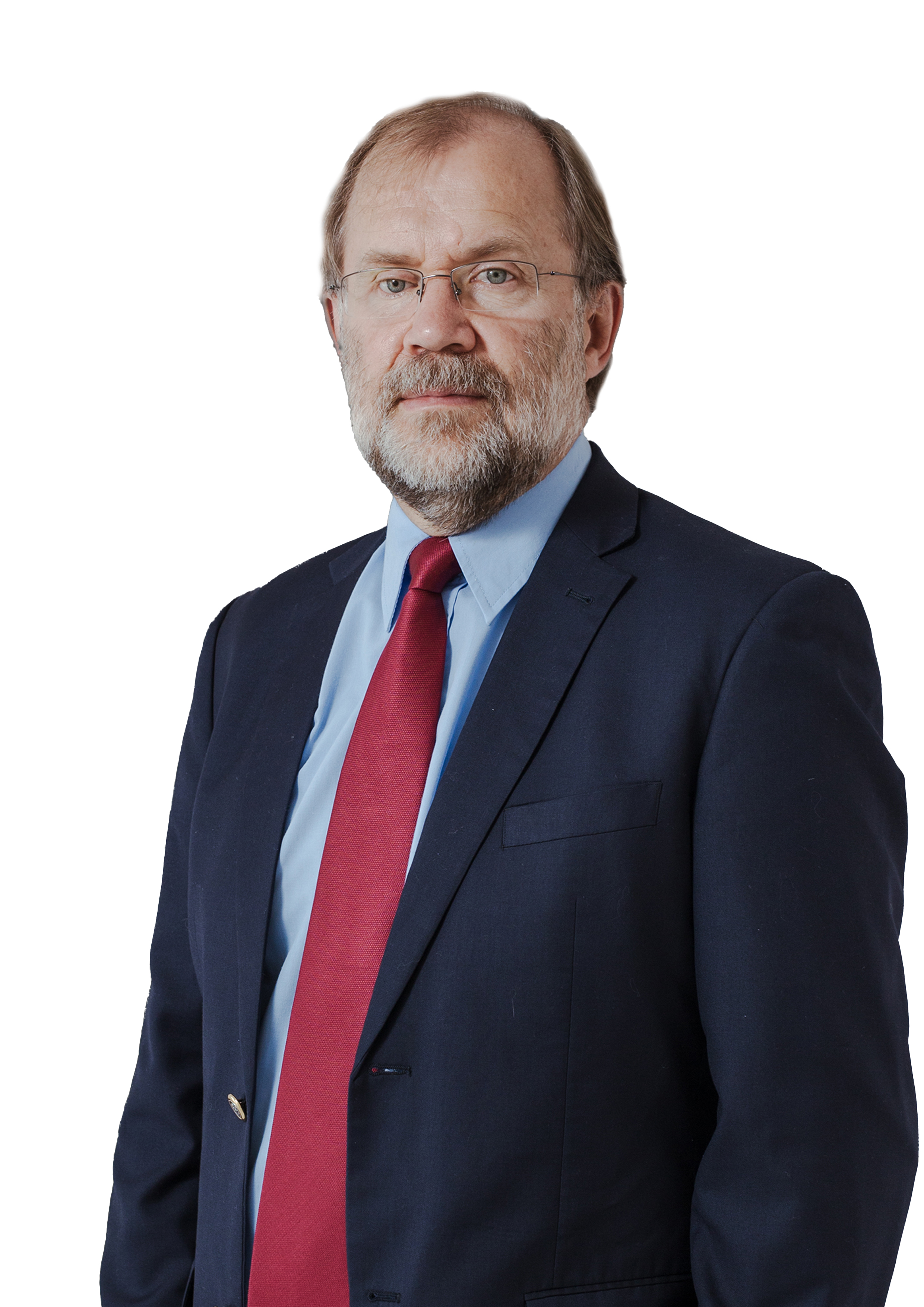
Flip Buys

En juillet 1997, Flip Buys devient le premier secrétaire général du MWU à n'avoir jamais exercé la profession de mineur (mais son père a participé à aux grèves de 1922 dans le Witwatersrand). Représentatif des cols blancs, c'est un intellectuel diplômé en sciences politiques et en communications de l’Université de Potchefstroom. Ancien président de la section locale du parti conservateur et ancien membre conseil des représentants étudiants, il a travaillé chez Eskom et a rejoint le MWU en 1990 où il est responsable des relations de travail, du marketing, de la formation et des communications jusqu'en 1995, avant de devenir cadre politique au sein front de la liberté. Pour Buys, dont le modèle en tête est l'Histadrout israélien, le MWU doit opérer un changement de paradigme dans sa philosophie du travail, repenser sa stratégie, se moderniser, se repositionner, bref se réinventer tout en prenant conscience des réalités de l'Afrique du Sud. Il reste cependant des sujets incontournables qui font écho au passé de l'Afrique du Sud tels que la discrimination positive au bénéfice des populations de couleurs.
Le syndicat vise alors à repenser l'organisation du travail en mettant en avant le principe d'égalité afin de contrer, amoindrir ou compenser les pratiques de discrimination positive des entreprises qu'il n'hésite pas  poursuivre le cas échéant en justice (parfois avec succès). Couvrant tous le spectre des relations de travail, le syndicat entreprend de créer de nouvelles structures sectorielles et développe la formation continue en droit du travail et en technologies de l’information de ses représentants syndicaux tout en développant une gestion rigoureuse de ses coûts structurels et de sa masse salariale. Un conseil stratégique, composé de chercheurs et conseillers, est mis en place; un nouveau service de communication est créé et le service juridique élargi. Politiquement, le syndicat prend position en faveur de libre marché et s'affilie à la démocratie chrétienne sur le modèle des syndicats chrétiens sociaux d'Allemagne et du nord de l'Europe.
Le syndicat recrute également de jeunes diplômés chargé de mettre en œuvre la stratégie de Buys alors que toute référence à la race disparait des statuts (le caractère culturel afrikaans dominant du syndicat sera cependant maintenu). Rapidement, la sociologie de la direction du syndicat change où les cols blancs deviennent plus nombreux que les cols bleus.
Sur les treize concurrents du MWU sur le marché du travail de la population blanche en 1995, il n’en reste que trois en activité en 2000. La détermination du MWU à s'adapter lui permet de se maintenir, notamment grâce à une campagne efficace et moderne (comprenant de nouveaux emblèmes distinctifs) et au développement des services sociaux et financiers à destination de ses membres, qui permet d'augmenter les effectifs du syndicat. Les nouveaux adhérents proviennent de milieux professionnels très divers, que ce soit des employés des conseils municipaux, de Telkom, d'Escom et d'autres salariés du Cap-Occidental, mais aussi et surtout des professions indépendantes via Uniklub, une division du MWU.
Hormis la dénonciation des pratiques de discrimination positive (sur lequel le MWU publie un rapport présenté lors de la conférence de Durban sur le racisme en 2000), l'un des chevaux de bataille du MWU est la défense de l'afrikaans comme langue de communication sur le lieu de travail, qui diminue au profit de l'anglais, et réussit, via des actions en justice, à forcer Eskom, Telkom, Transnet, la poste et le ministère des Travaux publics à réviser leurs politiques linguistique en la matière.
En 2000, le MWU et le syndicat national des mineurs (National Union of Mineworkers - NUM) signe un accord de coopération sur les sujets d'intérêts communs.
A l'aune de ces transformations, le MWU est devenu un mouvement syndical multi-sectoriel qui n'est plus centré sur les mineurs.

### MWU-Solidarité
La fusion du MWU avec quatre autres petits syndicats (South African Workers Union, Transport Union, Denel Union,  Forestry and Plantation Management Union) permet la fondation d'une nouvelle entité syndicale indépendante appelée MWU-Solidarité rassemblant 93000 membres, qui deviendra tout simplement, en septembre 2002, Solidariteit (traduction en afrikaans du mouvement syndical polonais Solidarność).

## Dirigeants
- W. Mather, secrétaire général en 1902[7]
- S.W. Fursey, secrétaire général de 1903 à 1904
- J. Wood, secrétaire général de 1904 à 1906
- M. Trewick, secrétaire général de 1907 à 1908
- T. Mathews, secrétaire général de 1908 à 1915
- J. Forrester-Brown, secrétaire général de 1915 à 1921
- P. Fischer, secrétaire général en 1921
- E.S. Hendriksz, secrétaire général de 1921 à 1922
- J. Cowan, secrétaire général en 1922
- W. Price, secrétaire général de 1923 à 1924
- M. Dunne, secrétaire général en 1925
- J. Hardman, interim en 1926
- J.C. Mego, secrétaire général de 1926 à 1928
- H.Day, secrétaire général de 1929 à 1930
- M.J. du Plessis, secrétaire général de 1930 à 1931
- P.A. Harms, secrétaire général de 1933 à 1935
- Charles Harris (assassiné en 1939), secrétaire général de 1935 à 1939
- F.H. Kukkuk, secrétaire général de 1940 à 1941
- Bertram Broderick, secrétaire général de 1941 à 1946
- J.L.P. Botha, intérim en 1946-1948
- Daniel Edward Daan Ellis (1904-1963), secrétaire général de 1948 à 1963 et maire (NP) de Nigel de 1945 à 1946
- Albert Eddie Grundling,  secrétaire général de 1963 à 1966
- F. Short, interim en 1966
- G.P. Murray, interim en 1966-1967
- Petrus Jacobus (Arrie) Paulus (1930-2014), secrétaire général de 1967 à 1987
- Peet Ungerer(v.1936-2015), secrétaire général de 1987 à 1997
- Flip Buys secrétaire général de 1987 à 2002

## Sources